# Alain Benoit
Alain Benoit, né le 17 janvier 1948, est un physicien français spécialiste des basses températures. 

## Biographie
Il est élève de l'École nationale supérieure des télécommunications, dont il sort en 1972 et Docteur ès sciences en 1976.
Il est directeur de recherche au Centre des très basses températures de l'Institut Néel à Grenoble, où il contribue au refroidissement jusqu'à 0,1 K du télescope Planck de l'Agence spatiale européenne. 

## Distinctions
- Prix Louis Ancel de la Société Française de Physique (1986)[2]
- Lauréat de la médaille d'argent du CNRS en 1993 et de la médaille de l'innovation du CNRS en 2012[4].
- Membre de  l' Académie des Sciences (2002)[5].
- Prix Jean Ricard de la Société française de physique (2003)[2]

## Famille
Il est le fils du chimiste Henri Benoît et le frère de la mathématicienne Nicole Benoît. Il descend du minéralogiste et chimiste Charles Friedel. Il est marié avec Aude Eck et a 3 enfants.